# Kalter Frühling
Kalter Frühling ist ein deutscher Fernsehfilm aus dem Jahr 2004. Es handelt sich nach Bittere Unschuld und Deine besten Jahre um den dritten-Teil der Melodramen-Trilogie von Dominik Graf. Der Film wurde am 12. März 2004 auf arte erstmals im Fernsehen ausgestrahlt. Am 4. Oktober 2004 wurde er als „Fernsehfilm der Woche“ gesendet.

## Handlung
Sylvia Berger schließt gerade ihr Jurastudium ab und soll danach den Familienbetrieb übernehmen. Zum 65. Geburtstag ihres Vaters Carl erfährt sie, dass der Betrieb pleite ist und ihre Eltern eröffnen ihr, dass sie ihr die Rettung des Familienbetriebs nicht zutrauen. Carl besteht nun darauf, dass Cousine Manuela und deren Mann den Betrieb übernehmen. Sylvia ist von ihrer Familie schwer enttäuscht. Halt findet sie in dem jungen Rico, mit dem sie eine sexuelle Beziehung eingeht und sich dabei eine Syphilis einfängt.

## Hintergrund
Kalter Frühling wurde im März 2003 in Frechen und Umgebung gedreht. Produziert wurde der Film von der Colonia Media Filmproduktions GmbH.

## Kritik
Die Kritiker der Fernsehzeitschrift TV Spielfilm zeigten mit dem Daumen nach oben und vergaben für Anspruch zwei und für Spannung und Erotik jeweils einen von drei möglichen Punkten. Sie resümierten: „Böse Antwort auf die Großbürgerseifenoper“.